# Stiftung Theatrum Gedanense
Die Stiftung Theatrum Gedanense  ist eine 1990 gegründete Stiftung zur Errichtung eines Elisabethanischen Theaters in Danzig. Die Stiftung veranstaltet wissenschaftliche Symposien, Kunstauktionen sowie Straßenhappenings und Volksfeste.
Theatrum Gedanense hat bei den „Tagen der Kultur europäischer Völker“ 1995 und 1996 mitgewirkt. Im Jahre 1993 wurden zum ersten Mal „Danziger Shakespeare-Tage“ veranstaltet. Die Formel der Shakespeare-Tage wurde 1997 während des Tausend-Jahre-Jubiläums Danzigs in einen Internationalen Shakespeare-Festival umgewandelt. 
Die Stiftung wird von Jerzy Limon geleitet. Sie wirkt unter einer Schirmherrschaft von:
- König Charles III.
- Andrzej Wajda
- Peter Hall
- Stanisław Barańczak
- Günter Grass

Nach vielen Jahren Bemühungen begann in Danzig der Bau des Shakespeare-Theaters. Am 14. September 2009 wurde der Grundstein gelegt. Das Gebäude nach dem Projekt des italienischen Architekten Renato Rizzi aus Venedig ist an Stelle der alten Danziger Fechtschule (1610) entstanden. Das Gebäude mit roten Backstein-Außenwänden wird ein Elisabethanisches Theater einschließen. Die flexible Einrichtung des Gebäudes wird dreierlei Anordnungen ermöglichen: die Elisabethanische Szene, die zentrale Szene inmitten von vier Zuschauergruppen und die konventionelle Schaukasten-Szene. Das verschiebbare Dach wird Vorstellungen unter freiem Himmel ermöglichen. 
Die Baukosten wurden mit 82 Mio. Złoty veranschlagt, 51 Mio. davon wurden von der Europäischen Union mitgetragen. Die feierliche Eröffnung erfolgte am 19. September 2014.

## Quelle
- Mirosław Baran: Fundamenty pod Szekspira, Gazeta Wyborcza vom 12.–13. September 2009, S. 12
- Gazeta Wyborcza vom 12.–13. September 2009, S. 16–17